# Donald Rumsfeld
Donald Henry Rumsfeld (Evanston (Illinois), 9 juli 1932 – Taos (New Mexico), 29 juni 2021) was een Amerikaans politicus en zakenman. 
Rumsfeld was van 1975 tot 1977 onder president Gerald Ford de dertiende minister van Defensie en van 2001 tot 2006 onder president George W. Bush de 21ste minister van Defensie. Hij is zowel de jongste als de oudste persoon die Amerikaans minister van Defensie was. Daarnaast was Rumsfeld vier termijnen lang Amerikaans Congreslid voor Illinois (1962-1969), directeur van het Bureau voor Economische Kansen (1969-1970), Counselor to the President (1970-1973), Amerika's Permanente Afgevaardigde bij de NAVO (1973-1974) en Stafchef van het Witte Huis (1974-1975).

## Biografie

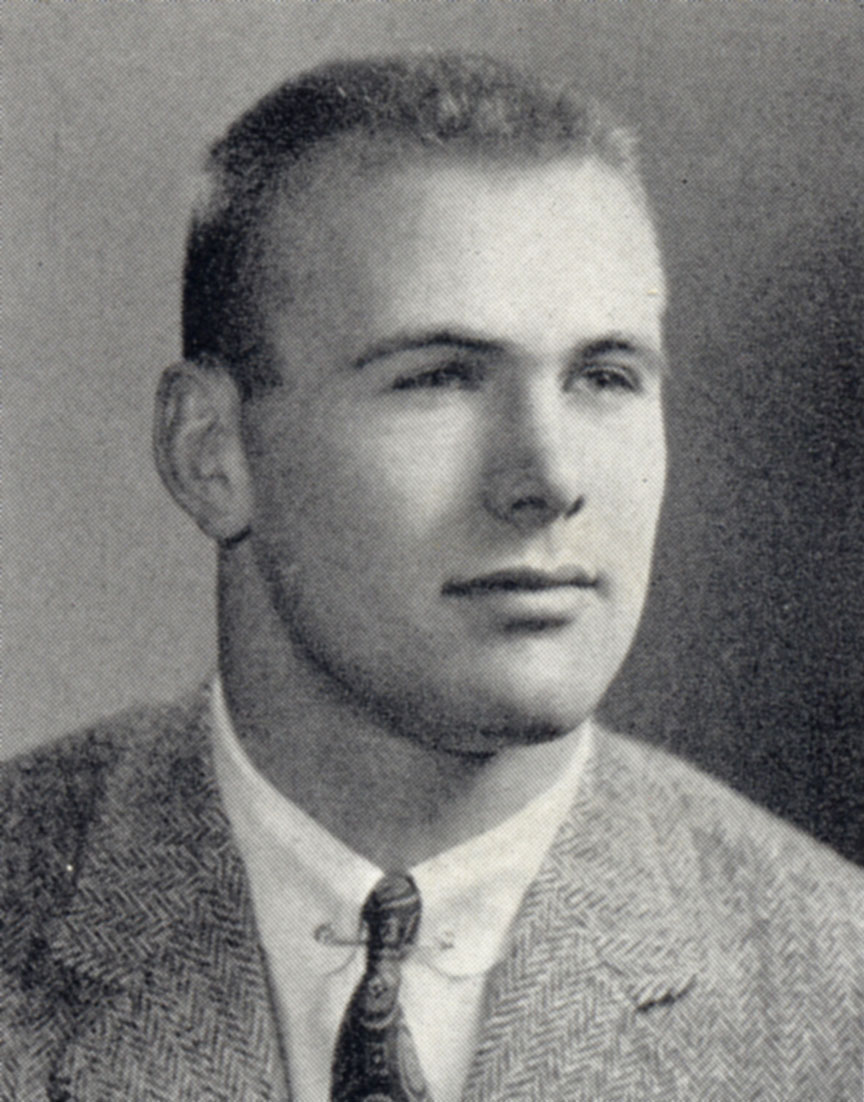
Donald Rumsfeld in 1954

Rumsfeld werd geboren in Illinois en studeerde aan Princeton, waar hij in 1954 afstudeerde met een graad in politieke wetenschappen. Na drie jaar gediend te hebben bij de Navy begon hij een campagne voor een zetel in het Congres in Illinios' 13de congresdistrict. Hij won de zetel in 1962 op 30-jarige leeftijd. Hij was mede-initiatiefnemer van de Freedom of Information Act. Rumsfeld accepteerde in 1969 met tegenzin een aanstelling door president Richard Nixon als hoofd van het Office of Economic Opportunity (Bureau voor Economische Kansen), met de rang van kabinetslid. Toen hij die positie in 1970 verliet, benoemde Nixon hem tot 'adviseur van de president', waarbij hij de status van kabinetslid behield. Zijn volgende functie was in 1970 die van hoofd van het Economic Stabilization Program. In 1973 werd hij benoemd tot ambassadeur bij de NAVO. Rumsfeld werd in augustus 1974 naar Washington teruggeroepen, waar hij benoemd werd tot Stafchef van president Ford. Hij rekruteerde de jonge Dick Cheney (de latere vice-president die ooit staflid van hem was), om hem op te volgen toen Ford hem in 1975 benoemde tot minister van Defensie.
Nadat Ford de verkiezingen van 1976 verloren had, keerde Rumsfeld terug naar het bedrijfsleven. Hij werd benoemd tot president van het farmaceutische concern G. D. Searle & Company. Van 1990 tot 1993 was hij CEO van General Instruments en van 1997 tot 2001 voorzitter van Gilead Sciences.
Rumsfeld werd eind 2000 aanbevolen voor de positie van minister van Defensie door de nieuwe vicepresident, de hiervoor al genoemde Dick Cheney; in januari 2001 werd hij door president George W. Bush daadwerkelijk benoemd. Tijdens zijn ambtstermijn was hij een van de sleutelfiguren van de herstructurering van het leger in het begin van de 21ste eeuw. Rumsfeld had een belangrijke rol in de planning van Amerika's antwoord op de aanslagen van 11 september 2001, dat twee interventies inhield: één in Afghanistan en één in Irak. Bij die laatste invasie zou hij veel te weinig troepen hebben ingezet, waardoor de strijd lang duurde en veel doden kostte.
Hij stond bekend om zijn uitgesproken meningen en openhartigheid. Zo deed hij de Europese landen met kritiek op de Irakoorlog af als "the old Europe" en deed hij liever zaken met landen als Polen en Tsjechië, door hem "the new Europe" genoemd. Toen hij op een NAVO-ceremonie in Duitsland werd geconfronteerd met die kwalificatie "old Europe" redde hij zich uit de situatie door te zeggen: "Yes, but that was the old Rumsfeld."
In mei 2004 werd Rumsfeld geconfronteerd met wangedrag van een aantal Amerikaanse militairen in de Iraakse Abu Ghraib-gevangenis. De democratische oppositie in het Congres vroeg om zijn aftreden. Rumsfeld bood excuses aan en president Bush stelde zich achter zijn minister van defensie op. In zijn memoires, geschreven in 2011, bevestigde Rumsfeld het misbruik.
Op 8 november 2006, daags na de voor de Republikeinen teleurstellend verlopen verkiezingen voor de Senaat en het Huis van Afgevaardigden, maakte president Bush bekend dat Rumsfeld zou aftreden. Tijdens een toespraak op nationale televisie noemde Bush de voormalige CIA-directeur Robert Gates als opvolger van Rumsfeld. Daarna heeft Rumsfeld zijn autobiografie gepubliceerd: Known and Unknown: A Memoir.

## Privé
Rumsfeld trouwde met zijn highschool-liefde Joyce Pierson op 27 december 1954. Ze kregen drie kinderen.
Op 88-jarige leeftijd overleed Rumsfeld aan de gevolgen van de ziekte van Kahler.
- Base de données des élites suisses: 53984
- Bibsys: 3012411
- Biblioteca Nacional de España: XX5413774
- Bibliothèque nationale de France: cb13021608n (data)
- Catàleg d'autoritats de noms i títols de Catalunya: 981058529952206706
- CiNii: DA17489040
- Gemeinsame Normdatei: 124801757
- International Standard Name Identifier: 0000 0000 7836 1114
- Library of Congress Control Number: n93082884
- MusicBrainz: 1a460ab5-088a-4f1f-b9e6-6dd0318a3931
- National Archives and Records Administration: 10573956
- Bibliotheek van het Japanse parlement: 01148047
- Nationale Bibliotheek van Tsjechië: jo2003163173
- Nationale Bibliotheek van Israël: 987007303981105171
- Nationale Bibliotheek van Polen: a0000003844014
- Nederlandse Thesaurus van Auteursnamen: 261987690
- Istituto Centrale per il Catalogo Unico: TO0V082750
- SNAC: w67q9px1
- Système universitaire de documentation: 057244588
- Biographical Directory of the United States Congress: R000508
- Virtual International Authority File: 41974687
- WorldCat: E39PBJk4CPh9qf7RvTJpmXpHG3

John Steelman · Sherman Adams · Wilton Persons · Kenneth O'Donnell · Marvin Watson · Jim Jones · Bob Haldeman · Alexander Haig · Donald Rumsfeld · Dick Cheney · Hamilton Jordan · Jack Watson · James Baker · Donald Regan · Howard Baker · Kenneth Duberstein · John Sununu I · Samuel Skinner · James Baker · Mack McLarty · Leon Panetta · Erskine Bowles · John Podesta · Andrew Card · Joshua Bolten · Rahm Emanuel · Pete Rouse · Bill Daley · Jack Lew · Denis McDonough · Reince Priebus · John Francis Kelly · Mick Mulvaney · Mark Meadows · Ron Klain · Jeff Zients